# Pēteris Struppe

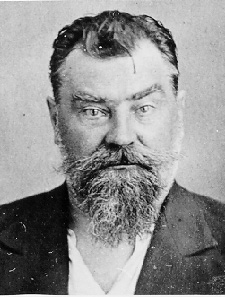
Pēteris Struppe als „Verantwortlicher Sekretär“ des Bezirkskomitees (Областной комитет) in der Oblast Pskow, 1923–1926

Pēteris Struppe (russisch Пётр Иванович Струппе / Pjotr Iwanowitsch Struppe; * 12. Julijul. / 24. Juli 1889greg. auf dem Gut Uskur, Kreis Doblen, Gouvernement Kurland, heute Lettland; † 30. Oktober 1937 in Moskau) war ein lettisch-russischer Revolutionär, der später in der Sowjetunion hohe Parteiämter bekleidete, und ein Opfer des Stalinismus.

## Leben
Pēteris Struppe, der Sohn eines wohlhabenden Bauern, trat 1907 der SDAPR(B) bei. Der Revolutionär saß von 1908 bis 1911 in Riga im Gefängnis, wurde 1916 in Samara inhaftiert, für vier Jahre in das Gouvernement Irkutsk verbannt, kam jedoch nach der Februarrevolution 1917 frei.
Von 1917 bis 1926 stand Struppe an der Spitze verschiedener Partei- und Staatsorgane: 1917–1920 in Samara sowie im Ural, 1920–1923 in Kirgisien und 1923–1926 unweit seiner baltischen Heimat im russischen Pskow. Seit 1926 wirkte Struppe in Leningrad, seit 1932 stand er dem Leningrader Gebietsexekutivkomitee vor. Im Februar 1936 wurde er von Leningrad nach Swerdlowsk versetzt; dort leitete er die Landwirtschaftsbehörde in der Oblast Swerdlowsk.
Von 1930 bis 1932 gehörte Struppe dem Präsidium der Zentralen Kontrollkommission der KPdSU an und war von 1932 bis 1934 Mitglied sowie von 1934 bis 1937 Kandidat des Zentralkomitees der KPdSU.
Pēteris Struppe wurde im Zuge des Großen Terrors am 27. Juni 1937 verhaftet, verurteilt und am 30. Oktober 1937 erschossen. Seine Ehefrau wurde im Sommer 1937 verhaftet. Die beiden Töchter kamen in Erziehungsheime nach Balaschowo und Wolsk.

## Schriften
- О мерах по улучшению финансовой работы сельских советов, Leningrad 1935 (Übersetzung des russischen Titels: Maßnahmen zur Verbesserung der Finanzierung der Arbeit der ländlichen Sowjets).

## Anmerkung
1. ↑  
Der Roman Jahre des Terrors von Anatoli Rybakow ist eine erzählerische Auseinandersetzung mit den Stalinschen Säuberungen. Dem 16. Kapitel des Romans fügt der Autor einen dokumentarischen Schluss bei. Rybakow schreibt: „Alle Kampfgenossen von Kirow... wurden liquidiert...: Tschudow, Kodazki, Alexejew, Smorodin, Posern, Ugarow und Struppe...“ (Rybakow, S. 208, 10. Z.v.o.)